# Júlia Dudics
Júlia Dudics (* 24. November 1954 in Nyíregyháza) ist eine ungarische Badmintonspielerin. 

## Karriere
Júlia Dudics feierte ihre größten sportlichen Erfolge mit der Mannschaft von Honvéd Zrínyi SE. Mit diesem Team wurde sie sowohl 1988 als auch 1989 ungarischer Mannschaftsmeister. Bei den Einzelmeisterschaften blieb sie dagegen ohne nationalen Titel, konnte jedoch einige zweite und dritte Plätze erkämpfen. 